# メヌエット (瀧廉太郎)
『メヌエット ロ短調』は、瀧廉太郎が明治33年（1900年）10月1日に作曲したピアノ曲
。
近代日本で初めて作曲されたピアノ曲であり、瀧にとっても3年後の『憾』と共にほぼ唯一の器楽作品である
。
全音楽譜出版社の『全音ピアノピース』から販売されているが、出版譜と自筆譜には差異が指摘されており、ミューズテック音楽出版から『憾』と共に校訂版が出版されている。

## 概要
速度指定は無く、4分の3拍子、ロ短調、複合三部形式。
主部はワルツのようなホモフォニックな書法が中心。トリオはロ長調で、主部とは一転してポリフォニックな書法となる。そして中間部でロ短調に転調して盛り上がり、右手の和音と左手の旋律がショパンのワルツ第14番の同じくトリオの中間部を思わせる。演奏時間は約2分。
曲としては生硬であるが、瀧が西洋音楽の書法をよく学習していた事を示す佳作である。